# Kariman Abuljadayel
Kariman Abuljadayel (11 mei 1994) is een Saoedische sprintster. Zij nam eenmaal deel aan de Olympische Spelen.

## Levensloop
Abuljadayel studeert architectuur aan de Universiteit van Boston.
Op 19 maart 2016 nam ze deel aan de wereldindoorkampioenschappen te Portland en op 12 augustus 2016 aan de Olympische Spelen te Rio de Janeiro. Ze was daarmee de allereerste Saoedische vrouw die aantrad op het sprintnummer. Ze liep de 100 m in 14,61 s, goed voor een nationaal record.

## Persoonlijke records
Outdoor
| Onderdeel | Prestatie       | Datum            | Plaats         |
| --------- | --------------- | ---------------- | -------------- |
| 100 m     | 14,61 s (ex-NR) | 12 augustus 2016 | Rio de Janeiro |

Indoor
| Onderdeel | Prestatie   | Datum         | Plaats   |
| --------- | ----------- | ------------- | -------- |
| 60 m      | 9,48 s (NR) | 19 maart 2016 | Portland |